# Billy Bremner
William „Billy“ John Bremner (* 9. Dezember 1942 in Stirling, Schottland; † 7. Dezember 1997 in Doncaster, England) war ein schottischer Fußballspieler. Als langjähriger Mannschaftskapitän von Leeds United in den 1960er und 1970er Jahren wurde er sowohl in die Ruhmeshalle für schottische Sportler (Scottish Sports Hall of Fame) als auch in die englische „Hall of Fame“ des Fußballs aufgenommen und gilt nach einer Wahl unter den Anhängern von Leeds United in diesem Verein als bester Spieler aller Zeiten.

## Leeds United (1959–76)

### Der frühe Weg in den Süden
Bremner, der zwar im Jugendalter klein gewachsen war, aber sehr körperbetont als Mittelfeldspieler agierte, fiel in Schottland früh einem Talentesucher von Leeds United während eines Schülerspiels auf. Am Tag nach seinem 17. Geburtstag unterzeichnete Bremner seinen ersten Vertrag an der Elland Road. Aufgewachsen war er zuvor in Raploch – südlich von Stirling gelegen – und hatte dabei die katholische Schule St. Mary’s besucht. Mit dem FC Arsenal und dem FC Chelsea hatten zudem bereits zwei prominente Londoner Vereine Bremner als zu klein abgelehnt.
Das erste Spiel in der ersten Mannschaft von Leeds United bestritt Bremner während eines 3:1-Siegs beim FC Chelsea am 23. Januar 1960. In den nun folgenden 15 Jahren war er dauerhaft – unterbrochen nur von Verletzungspausen oder Sperren – Stammspieler in der Elf von Don Revie. Dabei wurde er vor allem durch seine Zweikampfstärke und physische Präsenz zu einer zentralen Figur im Spiel von Leeds United. Nicht selten überschritt aber auch seine körperbetonte Spielweise gegen primär technische versierte Gegner die Grenze des im Regelwerk Erlaubten. Die weitere Stärken Bremners lagen in der Ausdauer und der Passgenauigkeit. Darüber hinaus gelangen ihm vor allem in entscheidenden Situationen Tore, darunter vier Siegtreffer in Halbfinalpartien von bedeutenden Wettbewerben.

### Erste Erfolge
In den frühen 1960er Jahren befand sich der Zweitligist Leeds United am Anfang eines sportlichen Aufschwungs und Billy Bremner als zentraler Spieler entwickelte sich mit seinem Mittelfeldpartner und irischen Nationalspieler Johnny Giles, der 1963 aus Manchester gekommen war, zu dem Herzstück der von Don Revie neu aufgebauten Mannschaft. Nach dem Gewinn der Zweitligameisterschaft im Jahre 1964 etablierte sich das Team aus West Yorkshire auf Anhieb in der höchsten englischen Spielklasse und Bremner verpasste mit Leeds United das „Double“ aus englischer Meisterschaft und FA Cup nur knapp. In der Saison 1964/65 musste sich Leeds United dem punktgleichen Titelträger Manchester United nur aufgrund des schlechteren Torquotienten geschlagen geben. Im FA-Cup-Endspiel ging die Partie gegen den FC Liverpool nach torlosen 90 Minuten in die Verlängerung, in der Bremner den zwischenzeitlichen 0:1-Rückstand zwar per Volleyschuss ausgleichen konnte, worauf wiederum aber der Siegtreffer für den Liverpool durch Ian St. John folgte.
Während dieser Zeit besaß die Mannschaft von Leeds United vor allem in der Londoner Presselandschaft den Ruf, ihre Erfolge neben dem spielerischen Können vor allem auch einer unfairen Spielweise zu verdanken, wobei vor allem Bremner neben anderen sehr körperbetont agierenden Spielern, wie beispielsweise Norman Hunter, dafür stellvertretend stand. Eine berühmte Fotografie aus dieser Zeit zeigt 1966 den jungen Bremner nach einem Foul an dem schottischen Mittelfeldspieler Dave Mackay, der ihn am Kragen packte, während Bremner seine Unschuld reklamierte. Mackay war gerade nach seinem zweiten Beinbruch in den Spielbetrieb zurückgekehrt und baute sich in dieser Szene spektakulär vor Bremner auf.
Als sich am 6. Oktober 1965 mit Bobby Collins der Mannschaftsführer von Leeds United während eines Messepokalspiels gegen den AC Turin einen Oberschenkelbruch zuzog, ging das Kapitänsamt auf Bremner über. Die Mannschaft durchlebte gegen Ende der 1960er Jahre weitere positive Entwicklungsstufen und Bremner führte der Verein 1968 sowohl zum Sieg im Ligapokal als auch zu dem Gewinn des Messepokals. Im darauf folgenden Jahr krönte die Mannschaft mit Bremner als „Captain of the Crew“ diese Erfolgsphase mit dem Gewinn der englischen Meisterschaft. In der Spielzeit 1968/69 hatte Leeds United dabei nur zwei von 42 Ligaspielen verloren.

### Erfolge und verpasste Chancen: Die 1970er-Jahre

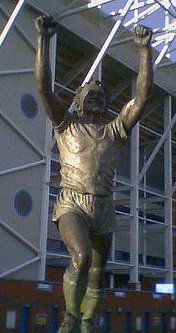
Eine Statue vor der Elland Road zeigt Billy Bremner in Jubelpose.

In der Saison 1969/70 spielte Bremner mit Leeds United um ein „Triple“ aus englischer Meisterschaft, FA Cup und Europapokal der Landesmeister, das zuvor noch kein englischer Verein erreicht hatte. Am Ende stand die Mannschaft jedoch mit leeren Händen da, weil der Ligatitel an den FC Everton und der FA-Cup-Sieg nach einer Niederlage im Finalwiederholungsspiel an den FC Chelsea ging. Zudem unterlag Leeds im Europapokalhalbfinale dem schottischen Vertreter Celtic Glasgow.
Trotz der Erfolge, die Bremner mit Leeds United erzielen konnte, war die Titelausbeute in dieser Zeit von vielen verpassten Gelegenheiten geprägt. Neben den beiden englischen Meisterschaften in den Jahren 1969 und 1974 verpasste das Team zumindest in drei weiteren Spielzeiten den Titelgewinn mehr oder weniger knapp. Bremner absolvierte vier FA-Cup-Endspiele, von denen er aber nur eines siegreich gestalten konnte. Im Endspiel des europäischen Pokalsiegerwettbewerbs der Saison 1972/73 „verdankte“ Leeds United die 0:1-Niederlage gegen den AC Mailand in Thessaloniki einer umstrittenen Leistung des griechischen Schiedsrichters. Zwei Jahre später war die mittlerweile in die Jahre gekommene Leeds-Mannschaft im Finale des europäischen Landesmeisterwettbewerbs gegen den FC Bayern München erneut unglücklich unterlegen, als die knappe Abseitsstellung Bremners den Führungstreffer von Peter Lorimer verhinderte.
Die Spielzeit 1970/71 war für Bremner wechselhaft. Dem Sieg im Messepokal stand im FA Cup eine der größten Überraschungen in der englischen Pokalgeschichte gegenüber, als Leeds United dem niederklassigen Colchester United in der fünften Runde unterlag. Dazu zog Bremner im Titelkampf gegenüber dem FC Arsenal knapp mit nur einem Punkt Rückstand den Kürzeren, als die Londoner mit einem Sieg am letzten Spieltag gegen Tottenham Hotspur den ersten Schritt zum späteren Double machten. Die gleichen Gegensätze folgten in der Saison 1971/72. Ein 1:0-Finalsieg gegen den FC Arsenal brachte Leeds United den ersten FA Cup in der Vereinsgeschichte, aber die Meisterschaftsrunde endete mit einer Enttäuschung, als die von Bremner angeführte Elf im letzten Spiel nur ein Remis gegen die Wolverhampton Wanderers benötigte, durch eine Niederlage aber den Titel noch an Derby County verlor. Weitere Vize-Titel folgten im Jahr 1973. Die Finalniederlage im europäischen Pokalsiegerwettbewerb in Saloniki gegen den AC Mailand wurde von einer FA-Cup-Endspielpleite gegen den Zweitligisten FC Sunderland begleitet.
Die englische Meisterschaft in der Saison 1973/74 markierte den letzten großen Titelgewinn in der Laufbahn von Billy Bremner. Dabei beherrschte die Mannschaft von Leeds United die Konkurrenz derart, dass sie in den ersten 29 Saisonspielen vollständig ohne Niederlage blieb – diese Serie von ungeschlagenen Spielen seit Saisonbeginn an wurde erst 2004 vom FC Arsenal überboten. Die anschließende Spielzeit eröffnete Leeds United gemeinsam mit dem FC Liverpool in der Charity-Shield-Partie. Dort musste Bremner nach einer Konfrontation mit dem gegnerischen Kevin Keegan das Spielfeld gemeinsam mit seinem Kontrahenten vorzeitig verlassen.

## Die letzten Karrierestationen
Nachdem Revie 1974 Leeds United verlassen hatte, um die englische Nationalmannschaft von Alf Ramsey zu übernehmen, ging die Erfolgsära des Klubs langsam ihrem Ende entgegen. Auch Bremner kehrte im Spätsommer 1976 seinem langjährigen Verein den Rücken und schloss sich Hull City an. Insgesamt bestritt er für Leeds United 773 Spiele (davon 585 Liga-Spiele und 77 Partien auf europäischer Ebene) und ist damit, gemeinsam mit Jack Charlton, der Akteur mit den meisten Einsätzen für Leeds United.
Die Ankunft Bremners in Kingston upon Hull wurde von einem weitreichenden Medienecho begleitet und obwohl sich der zweimalige Meister im Herbst seiner Karriere befand, waren seine zwei Jahre für Hull City erfolgreich. Nächste Station waren die Doncaster Rovers, die er zunächst als Spielertrainer und nach seinem Rücktritt im Alter von 39 Jahren noch bis 1985 weiter als Cheftrainer betreute. Während dieser Zeit erhielt er im Februar 1982 zudem 100.000 Pfund, nachdem er erfolgreich eine Sonntagszeitung auf Verleumdung verklagt hatte. Diese hatte ihn zuvor beschuldigt, Spielausgänge manipuliert zu haben, darunter die Niederlage von Leeds United gegen die Wolves im Mai 1972, die zum Verlust des Meistertitels am letzten Spieltag geführt hatte.

## Schottische Nationalmannschaft
Bremner war eine der zentralen Figuren der schottischen Nationalmannschaft, die nach einer Reihe von sportlichen Enttäuschungen zu Beginn der 1970er-Jahre einen Aufschwung erlebte. Sein Debüt absolvierte er 1965 gegen Spanien und zwei Jahre später war er Teil der Mannschaft, die den Weltmeister aus England im Wembley-Stadion mit 3:2 besiegen konnte. 1974 führte Bremner die Bravehearts als Mannschaftskapitän während der Weltmeisterschaft in Deutschland an, als man nach einem Sieg und zwei Unentschieden überaus unglücklich in der Vorrunde scheiterte, weil Brasilien und Jugoslawien deutlicher gegen Zaire siegten. Mehr als ein Jahr später endete die Nationalmannschaftslaufbahn Bremners unrühmlich. Nach seinem letzten Länderspieleinsatz gegen Dänemark in Kopenhagen besuchte der Kapitän mit Mannschaftskameraden einen Nachtclub in der dänischen Hauptstadt, in dem er angeblich nach Anbruch der Sperrstunde gemeinsam mit Willie Young, Joe Harper, Joe McCluskey und Arthur Graham randalierte und des Lokals verwiesen wurde. Alle sechs schwer alkoholisierten schottischen Nationalspieler sollten nie wieder in der schottischen Auswahl zum Einsatz kommen. Mit Ronald McKenzie war zudem ein Mitarbeiter aus dem Trainerstab an dem Trinkgelage beteiligt. Die offizielle „Lebenslang“-Sperre wurde 1976 gegenüber Bremner ausgesprochen, dessen Nationalmannschaftslaufbahn somit nach 54 Länderspielen und drei Toren endete. Ungeachtet dieses unehrenhaften Endes sollte Bremner später dennoch in die Ruhmeshalle des schottischen Fußballs (Scotland Football Hall of Fame) aufgenommen werden.

## Trainer von Leeds United
Bremner verlebte nach seiner aktiven Spielerkarriere eine turbulente Trainerzeit bei Leeds United, nachdem er in diesem Amt seine beiden früheren Mannschaftskameraden Allan Clarke und Eddie Gray beerbt hatte. Sein Versuch, den Klub nach dem Abstieg im Jahre 1982 in die höchste englische Spielklasse zurückzuführen scheiterte mehrfach. Seine erfolgreichste Saison war die Spielzeit 1986/87, als er mit seiner Mannschaft nur knapp im Play-off-Finale gegen Charlton Athletic verlor und zudem erst im FA-Cup-Halbfinale gegen den späteren Pokalgewinner Coventry City unterlegen war.
Im September 1988 wurde Bremner entlassen und durch Howard Wilkinson ersetzt, dem innerhalb von vier Jahren nicht nur die Rückkehr in die englische First Division gelang, sondern im April 1992 auch die dritte englische Meisterschaft an die Elland Road brachte. Bremner war mittlerweile zu den Doncaster Rovers gewechselt und hatte bis November 1991 das Traineramt ausgeübt.

## Die letzten Jahre und Ehrungen
In den 1990er Jahren beschäftigte sich Bremner vornehmlich als Kolumnist. Im Dezember 1997 erlitt er in der Kleinstadt Clifton, wo er sich zwischenzeitlich niedergelassen hatte, einen Herzinfarkt. Trotz der sofortigen Einlieferung in ein nahe gelegenes Krankenhaus in Doncaster verstarb Bremner zwei Tage vor seinem 55. Geburtstag. Zur Beerdigung erschienen generationsübergreifend Prominente aus dem Bereich des schottischen Fußballs. Vor allem in der Anhängerschaft von Leeds United rief der Verlust des ehemaligen Leistungsträgers eine tiefgreifende Trauer hervor.
Im Jahre darauf war Bremner einer von „100 legendären Spielern“, die der Football-League-Verband anlässlich seiner Jubiläumsfeier auszeichnete. Als weitere Posthum-Ehrung nahm 2004 die englische „Hall of Fame“ des Fußballs Bremner aufgrund seiner sportlichen Verdienste auf.
Außerhalb des Elland-Road-Stadions wurde zudem eine Statue errichtet, die Billy Bremner in Jubelpose zeigt. Damit sollte dem, nach Ansicht der Anhänger von Leeds United, besten Spieler der Vereinsgeschichte und langjährigen Mannschaftskapitän ein Denkmal gesetzt werden.
2002 wurde Bremner in die Scottish Sports Hall of Fame aufgenommen.

## Erfolge
- Messepokalsieger: 1968, 1971
- Englischer Meister: 1969, 1974
- FA-Cup-Sieger: 1972
- Englischer Ligapokalsieger: 1968
- Charity-Shield-Gewinner: 1969

## Publikation
- You get nowt for being second. Souvenir Press Ltd., England 1969, ISBN 0-285-50264-6 (Autobiographie)